# Bothriderini
Bothriderini es una tribu de coleópteros polífagos.

## Géneros
- Antibothrus -  Ascetoderes - Bothrideres - Chinikus - Cosmothorax -  Dastarcus -  Emmaglaeus - Erotylathris - Leptoglyphus - Lithophorus - Mabomus - Machlotes - Ogmoderes - Patroderes - Petalophora - Prolyctus - Pseudantibothrus - Pseudobothrideres - Pseudososylus - Roplyctus - Shekarus - Sosylus - Triboderus